# Architecture de la ligne 44 du tramway de Bruxelles
 (juillet 2019).
Cette page reprend une partie des bâtiments remarquables se trouvant sur le trajet de la ligne 44 du tramway de Bruxelles.

## Historique et développement du tracé
L’histoire de la ligne de tramway 44 est étroitement liée à l’histoire de l'avenue de Tervueren, pensée au début des années 1890. Parcourant celle-ci en partant du rond-point de Montgomery, jusqu’à atteindre le palais des Colonies dans la commune de Tervuren, elle fut conçue dès la projection de l’avenue pour relier les deux sites de l’Exposition internationale de 1897, son début marquant la date butoir de la fin des travaux.
Si l’on doit la vision de cette avenue au roi Léopold II, c’est sans conteste grâce à ses éminents collaborateurs tels que Victor Besme, ingénieur et Inspecteur Général du Service voyer des faubourgs de Bruxelles, que ce projet pu voir le jour. C’est Edmond Parmentier qui fut l’entrepreneur chargé de ce chantier.
La ligne s’étend sur 9,34 kilomètres et dessert les communes de Woluwe-Saint-Pierre et de Tervuren. La construction de l’avenue contribua fortement au développement urbain de Woluwe-Saint-Pierre qui n’était alors qu’un village de 2 170 habitants. Sa largeur de 57 mètres fut méticuleusement divisée en dix voies aux revêtements divers, trottoirs, rues, allée arborée pour piétons, pistes cyclables, tramway, voie carrossable et allée arborée pour cavaliers selon le dessin du profil en travers de Victor Besme. De part et d’autre, un recul de 9,5 mètres était composé par le règlement urbanistique dans l’idée de conserver un caractère paysager lors de la construction des bâtiments adjacents. Si l’avenue n’a pas attiré des architectes de l’envergure de Victor Horta dans la construction d’hôtels de maîtres, on remarquera l’apparition de nombreuses maisons aux influences diverses, du classicisme au Bauhaus, en passant par des éléments architecturaux hérités de la sécession viennoise.
Aujourd’hui, l’avenue de Tervuren est partagée entre les lignes 39 et 44, jusqu’au musée du Tram où elles se séparent, l’une irriguant le cœur de Woluwe-Saint-Pierre, l’autre continuant son chemin initial à travers la forêt de Soignes pour atteindre Tervuren,.

## Architecture autour de la ligne 44 (Montgomery- Tervueren Station)

### Maison du lieutenant Jean de Lannoy
- Construction 1906 / Démolition 1992 / Reconstruction 2004[3],[4]

- 120 Avenue de Tervuren, Woluwe-Saint-Pierre

- Propriété privée

- Logements

La Maison de Lannoy, édifice d’habitation de style Art-Nouveau, est construit par l’architecte Paul Hamesse en 1906 au 120 de l’Avenue de Tervuren à Woluwe-Saint-Pierre. Paul Hamesse est un architecte prolifique dans la région bruxelloise issue de l’école viennoise. Architecte de bâtiments emblématiques de Bruxelles comme le Pathé Palace ou encore l’Ultieme Hallucinatie. Le bureau des frères Hamesses est majoritairement connu pour leurs réalisations de style Art-Nouveau comme cette habitation particulière pour la famille De Lannoy. Cette habitation se situe proche du square Maréchal Montgomery.
La construction de cette maison est un projet important pour l’architecte car le Lieutenant De Lannoy, figure militaire belge de premier plan, qui deviendra par la suite le gouverneur du futur Léopold II.
La maison se développe sur trois niveaux avec un étage de soubassement. On peut remarquer une façade asymétrique en brique blanche reposant sur des éléments en pierre bleue. La façade suggère une travée de distribution verticale ainsi qu’une travée plus généreuse pour les espaces de vie marqués sur les deux premiers niveaux de bow windows trapézoïdaux surplombés d’une terrasse avec un garde-corps aux motifs géométriques Art-Nouveau. Excepté la porte d’entrée principale à linteau denticulé, les autres ouvertures de la maison sont des fenêtres en arc à anse de panier.
Ce bâtiment a été démoli, malgré le classement de la façade et de la toiture en 1992, puis reconstruit en 2004,,,

### Maison du baron Emmanuel Coppens
- Construction 1907[7]

- 146 Avenue de Tervuren, Woluwe-Saint-Pierre

- Propriété privée

- Logements

Maison particulière de style éclectique sur quatre niveaux, réalisée par l’architecte Georges Dhaeyer en 1907 au 146 Avenue de Tervuren sur la commune de Woluwe-Saint-Pierre. Ce bâtiment est construit à l’angle d’un îlot bâti profitant de ce fait de plusieurs orientations sur le paysage environnant. Il est commandé par le Baron Emmanuel Coppens en 1905. Emmanuel Coppens est un homme politique belge entre 1845 et 1867.
Ce bâtiment est de style éclectique, d’inspiration néo-classique vers des influences Art-Nouveau en vogue à Bruxelles à cette époque.
La façade est asymétrique avec un appareillage de pierres blanches. Les ouvertures de fenêtres sont majoritairement surmontées de linteaux rectangulaires. L’entrée est marquée en façade par un plan trapézoïdal avec deux niveaux de balustre en pierre surmonté d’une terrasse. Les ouvertures sont différentes sur le dernier étage avec une lucarne pignon percée de trois fenêtres jumelles à arc en plein-cintre.
En angle d’îlot le bâtiment prend une forme en plan circulaire avec de larges ouvertures en linteau rectiligne sur les trois premiers niveaux et surmontée d’arches en anse de panier sur le troisième niveau. La grille d’entrée du jardin côté avenue est conservée. De plus, en fond de parcelle en intérieur d’îlot existait une écurie construite en 1913 par l’architecte Franz D’Ours. Ce bâtiment est encore présent et n’a pas été modifié,.

### Maison au 256 avenue de Tervueren
- 1974 [10]
- 256 Avenue de Tervuren,Woluwe-Saint-Pierre
- Propriété privée
- Logements

Maison particulière de commanditaire inconnu construite par l’architecte Adolphe Pirenne en 1906. Adolphe Guillaume Edouard Pirenne était un architecte bruxellois. Il achève ses études à l’Académie royale des beaux-arts de Bruxelles en 1901, trois ans plus tard il réalise son premier ouvrage à Duinbergen. Il réalise plusieurs bâtiments sur Bruxelles suivant différentes typologies. Des bâtiments industriels et usines mais aussi des maisons de maîtres prestigieuses à Saint-Gilles et à Woluwe-Saint-Pierre.
Maison éclectique se développant sur deux niveaux de manière asymétrique avec une façade en pierre de Gobertange. On peut voit sur le rez-de-chaussée un plan trapézoïdale avec en linteau de l’entrée principale un triplet d’arc et traverse couronné d’une frise en alternance de métopes et poly glyphes. La porte principale au rez-de-chaussée est encadrée par de la pierre bleue avec un espace de vie attenant marqué par la présence d’un bow window avec ouverture rectiligne surmontée d’une fenêtre à arc en plein cintre.
Au second étage le bow window du rez-de-chaussée offre un espace de terrasse avec garde de corps en pierre.
Les combles sont éclairés par deux ouvertures en lucarne de pierre bleue surmontée d’un petit fronton courbe frappé d’une demi-rosace,.

### Immeuble Monsanto
- 1974[13]
- Avenue de Tervueren 270-272, Woluwe-Saint-Pierre
- Propriété privée
- Logements

Situé dans le clos du Soleil, une zone protégée par l’UNESCO, l'immeuble Monsanto, dessiné en 1974 par les architectes Isidore Zielonka, Marc Van Der Stricht et André Van Ryn, est inspiré des travaux de Le Corbusier et bâti par les entrepreneurs François & fils pour abriter les bureaux du géant américain d’agro-industrie Monsanto.
Le terrain de dix-huit mille mètres carrés se compose d’un jardin public, anciennement appelé parc Monsanto et devenu Jardin des franciscaines, en référence au couvent Franciscain, l’ancien propriétaire du terrain, ainsi que l’immeuble monumental de quatre milles carrés formés de quatre volumes de plan carré reliés par leurs pointes.
Une idée de transparence semble se conjuguer avec celle d’une structure rationnelle et systématisée avec des façades rythmées de colonnes en acier inoxydable, ajourées de fenêtres en bandeau à châssis métalliques.
Aujourd’hui le bâtiment appartient à la société Belge Cofinimmo qui a rénové l’entièreté de l’immeuble pour accueillir des espaces de location de bureaux,.

### Ambassade de Tunisie
- 1905[16]

- Avenue de Tervueren 278-280, Woluwe-Saint-Pierre

- Bâtiment Public

- Ambassade

Actuelle ambassade de Tunisie, ce vaste bâtiment symétrique de style Beaux-Arts est constitué de deux villas jumelées de style Beaux-Arts en deux niveaux sous une haute toiture mansardée à trois pans.
Dessiné par l’architecte Paul Saintenoy en 1905 et remembrée en 1982. Le bâti forme un rectangle de vingt-quatre mètres sur vingt-deux mètres sur un large terrain de deux mille sept cents mètres carrés.
La façade est composée de pierre blanche avec ses deux niveaux et haut soubassement en pierre bleue ainsi que des baies à arc en anse de panier.
La façade principale vers l’avenue de Tervueren comporte quatre travées inégales. Les deux travées principales, sont chacune devancée au rez-de-chaussée par une terrasse et à l’étage des bow-windows en pierre. Les travées latérales anciennement percées d’une fenêtre au rez-de-chaussée sont transformées en portes depuis 1982.

### Ambassade d'Azerbaïdjan
- 1903 / 1994 / 2015[18]

- Avenue de Tervueren 282-284, Woluwe-Saint-Pierre

- Bâtiment public

- Ambassade

Un immeuble de bureaux à quatre façades, situé dans une zone de protection du Clos du Soleil. Dessinée en 1994 par l’architecte Luc Konior du bureau Montois, en collaboration avec l’architecte Fijakowski de Varsovie, ce bâtiment abritait l’ancienne ambassade de Pologne avant d’être racheté par le gouvernement azerbaïdjanais.
Il s’inscrit dans le courant du post-modernisme tardif. L’immeuble se caractérise principalement par sa toiture mansardée, la baie bombée située au-dessus de l’auvent ainsi que l’utilisation de panneaux-miroir. La façade principale est discrètement asymétrique. Elle est précédée d’un auvent-galerie massif conçu comme une véritable œuvre d'art monumentale qui garantit une qualité particulière de l’interface entre l’espace public et l’espace privé.
L’avenue de Tervueren se composait essentiellement d’hôtels particuliers et de maisons de maître dont une grande partie présentait des toitures mansardées. Au 282, s’élevaient jadis deux villas éclectiques jumelées, conçues en 1903 par l’architecte Hamaide. De ces bâtiments ne subsistent que les grilles de clôture du jardinet : l’une de style Art nouveau géométrique, dessinée en 1911 par l’architecte Eugène Rocher, l’autre de 1914, d’esprit Beaux-Arts,.

### BNP Paribas / MeesPierson
- 1923[21]

- Avenue de Tervueren 286, Woluwe-Saint-Pierre

- Propriété privée

- Banque Privée

Situé dans une zone de protection du Clos Du Soleil, le no 286 se compose d’un vaste hôtel particulier de style Beaux-Arts dessiné par l’architecte Eugène A. Linssen en 1923 et remanié dans un style néoclassique en 1936 et 1938 par l’architecte G. Ricquier avec la collaboration de l’architecte de jardins R. Pechère, l’hôtel a deux niveaux sous une toiture mansardée comme c’est le cas de plusieurs hôtels particuliers et de maisons de maître de l’avenue de Tervueren.
Bâti dans sur un terrain de mille quatre cent soixante mètres carrés, l’hôtel fait vingt-trois mètres sur dix-huit mètres et comporte trois travées en façade principale de chaque côté de l’avant-corps et a une allure néoclassique.
Une corniche bien distinguée séparant l’attique du reste du bâtiment. La façade est décorée d’un appareillage d’angle en bossage de pierre blanche ainsi qu’un léger chainage horizontal. La toiture est couverte de cuivre et percée de lucarnes de bois.
Le bâtiment appartenait à Mees Pierson jusqu’à l’acquisition de ce dernier par Fortis en 1997, devenu par la suite BNP Paribas Fortis en 2010.

### Ambassade du Nigeria
- 1926[23]
- No 288 Avenue de Tervueren, Woluwe-Saint-Pierre
- Propriété privée
- Ambassade du Nigeria

En 1924, l’avenue de Tervueren traverse de grands terrains boisés avec très peu de propriétés. C’est à cette époque, face aux étangs de Mallaerts, que M. P. Grosjean, Président de la Société Civile des Galeries, décide de construire une propriété qui se trouve actuellement au numéro 288 de l’avenue.
Les travaux sont entamés en 1925 par l’entreprise De Waele[Lequel ?]. Des photographies anciennes évoquent, selon Anette Neve, qui les a vues en 1984, un chantier d’un autre temps pour l’époque. Échafaudages en bois traditionnels, chevaux de trait, chariots.
Pour préserver le caractère paysager, le règlement urbanistique de l’époque prévoyait et imposait un léger recul par rapport à la voie. Ce recul permit le dessin du parc privé et du chemin d’accès à la propriété entourant la maison, réalisé par Félix Janlet.
L’architecte de l’édifice, Paul Bonduelle, a une passion avouée pour l’architecture classique française à laquelle il se réfère à de nombreuses reprises dans la réalisation de grandes propriétés. Cette passion se réfère dans le cas de cette maison, plus précisément encore à la cour du Vieux-Louvre et ses façades vers la Seine, ou encore le palais des Tuileries.
Cela se traduit par une maçonnerie mixte de briques et de pierres, des toitures à fortes pentes avec des fenêtres de lucarne décorées de rouleaux à embase,.

### Palais des Colonies
- 1897[26]

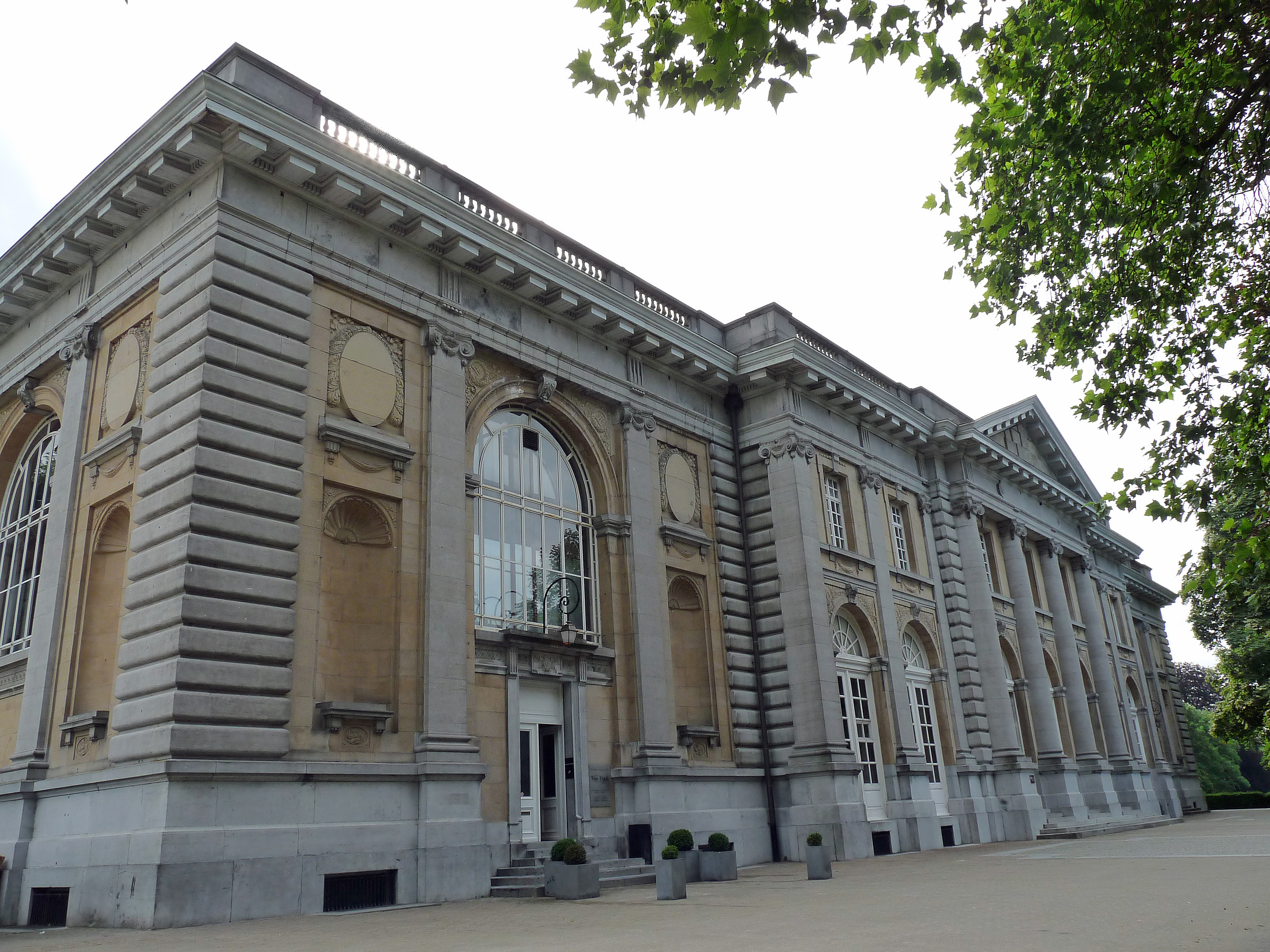
Palais des Colonies - Tervuren

- Koloniënpaleis, Paleizenlaan, 3080 Tervuren

- Bâtiment Public

- Dépendance du Musée de l’Afrique, Centrale et salles de réceptions

Construit en 1897 à l’occasion de l’Exposition Internationale de Bruxelles, le Palais des Colonies était initialement baptisé « Pavillon Colonial ». C’est l’architecte de la famille Rothschild, Alfred-Philibert Aldrophe qui conçut et construit l’édifice dont le style s’inspire du Petit Trianon de Versailles. L’actuelle ligne de tram 44 fût tracée pour lier les deux sites de l’exposition : Le Parc du Cinquantenaire et Le Parc de Tervueren.
Les quatre sections qui composent l’exposition dans le pavillon furent confiées à Paul Hankar, Georges Hobé, Henry Van de Velde et Gustave Serrurier-Bovy.
Après la clôture de l’exposition internationale en 1897, le pavillon devint propriété de l’État qui en fit le premier Musée du Congo, quatre ans après, le Musée se trouva à l’étroit dans ses murs, et c’est sous l’impulsion de Léopold II que le 28 octobre 1901, Charles Girault (l’architecte du Petit Palais de Paris) fût chargé de concevoir le nouveau musée, partie d’un complexe universitaire plus grand qui n’a pas été réalisé.
Le pavillon devint alors une dépendance abritant bureau, réserves, salles de cours et salles de réceptions pour le nouveau musée inauguré le 30 avril 1910.
Le bâtiment exprime ses caractéristiques néo-classiques sur la façade principale, donnant sur l’avenue de Tervuren par la présence d’un grand fronton triangulaire supporté par quatre colonnes monumentales dont les chapiteaux sont ioniques. Entre ces colonnes, trois grandes portes fenêtres cintrées au rez-de-chaussée miment la figure de l’arc de triomphe. Les façades latérales quant à elles présentent des pilastres aux chapiteaux ioniques. L’ensemble des éléments qui composent l’extérieur du bâtiment forment une bichromie de pierre bleue et de pierre blanche,.

### Musée royal de l'Afrique centrale
- 1905-1910[29]

- Leuvensesteenweg 13, 3080 Tervuren

- Bâtiment Public

- Musée de l’Afrique centrale et centre de recherches scientifiques

Anciennement baptisé Musée du Congo belge, le Musée royal de l'Afrique centrale est érigé pour remplacer l’ancien Musée du Congo abrité par le Palais de Colonies. C’est le roi Léopold II qui ordonna et confia sa construction à l’architecte du Petit Palais, Charles Girault.
Le projet initial devait comprendre le musée, le parc l’entourant ainsi que l’école mondiale. Une école où on aurait formé une élite se destinant à une carrière coloniale. Cette école aurait été un centre de documentation et de recherche scientifique, un établissement d’enseignement et un lieu de rencontres de d’échanges entre experts du monde entier. À la suite de la mort du Souverain, le Musée étant déjà érigé, l’école fut brutalement abandonnée, emportant avec elle un tiers du budget prévisionnel en dédommagements divers.
Le nouveau Musée du Congo, de style Beaux-Arts, s’étend sur cent vingt-cinq mètres pour septante-cinq mètres de large. Symétrie, monumentalité, colonnes engagées doriques et bas-reliefs surmontant les baies vitrées donnent le ton et le rythme à une façade monochrome et importante. Le porche monumental central surmonté d’une coupole rayonne sur le parc dont certaines pièces d’eau furent dessinées par le paysagiste Elie Laîné.
C’est l’entrepreneur Ernest Wouters-Dustin qui s’occupa des travaux pour un coût avoisinant les neuf millions de franc-or, soit l’équivalent d’environ 32 millions d’euros actuels, qui à l’époque furent financés par la Fondation de la Couronne.
Aujourd’hui[évasif], après cinq ans de rénovations, le musée abrite et expose des collections d’époques diverses provenant de toute l’Afrique centrale. Deux tiers du personnel et du budget sont consacrés à la recherche scientifique,.

### Parc de Tervueren
- XIIe siècle[30]

- Tervuren

- Parc - Jardin public

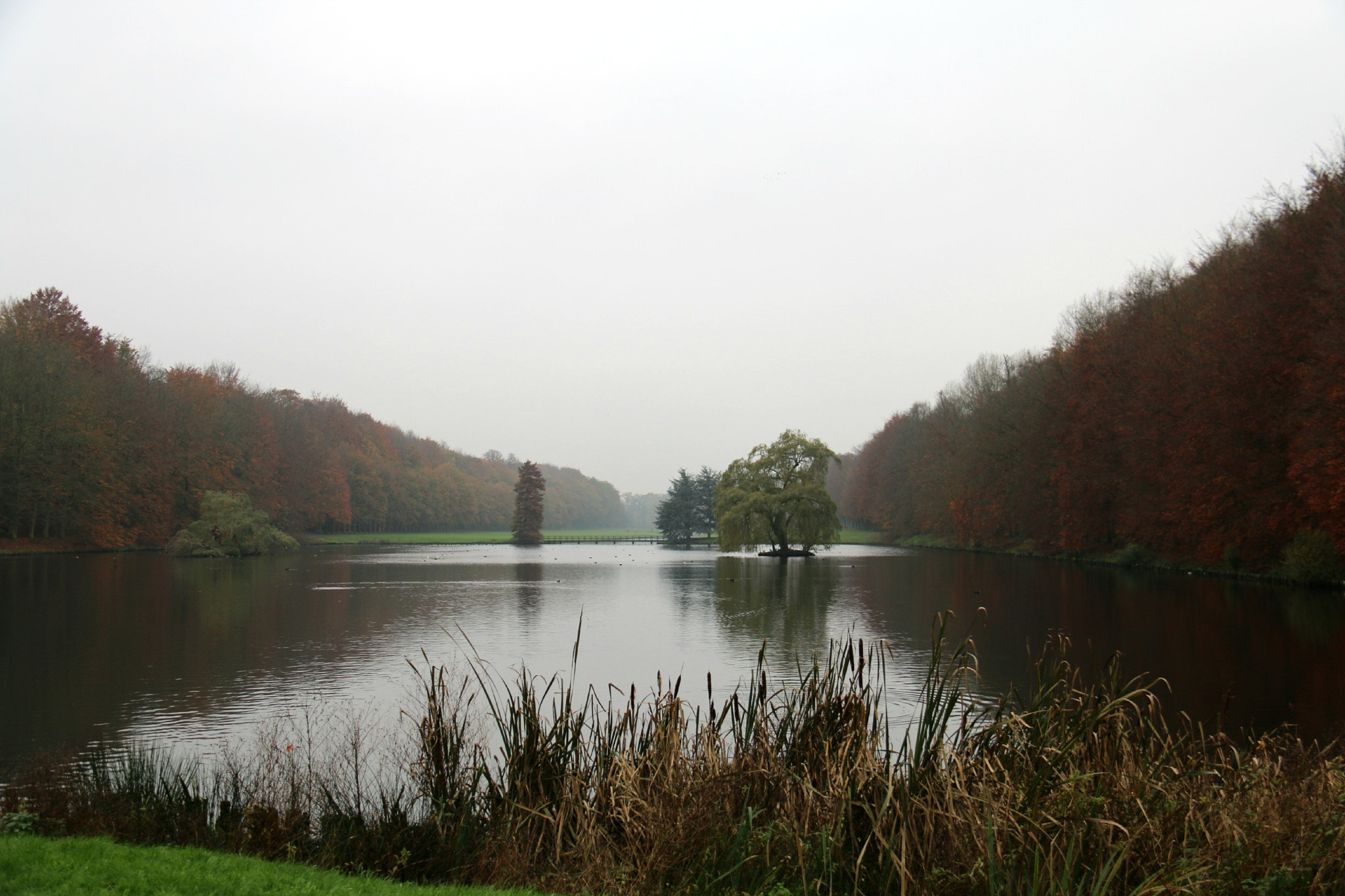
Parc de Tervuren

Le parc de Tervuren tire ses origines dans la construction du château de Tervuren, dont il ne subsiste aujourd’hui que les ruines. Ce château fût édifié à la fin du douzième siècle par le duc de Brabant Henri Ier, au confluent du Maelbeek et du Voer. Il est utilisé et habité jusqu’à sa destruction par l’entrepreneur Joseph II en 1781.
Le parc a été pendant longtemps le domaine de chasse du château, lui-même relais de chasse. Ce n’est qu’au dix huitième siècle que Charles de Lorraine, alors résidant du château, en fait un lieu de plaisance et un parc d’agrément. Un tracé rayonnant composé de avenues se rencontrant en un point central est alors exécuté dans la forêt. Ce tracé existe et est encore visible aujourd’hui.
Toujours sous Charles de Lorraine, une manufacture fût construite à l’étang de Gordal situé plus loin, et un canal fût creusé entre le lac du château et la manufacture pour permettre une circulation en bateau.
C’est au dix-neuvième siècle, lors de l’Exposition Internationale de 1897, que le parc servit de lieu pour la reconstitution d’un village congolais. Ce village faisait partie de l’exposition abritée par le pavillon colonial, actuel palais des colonies, point de départ de la construction du Musée Royal de L’Afrique Centrale (Ex Musée du Congo) et de son jardin tracé dans une partie du parc, datant de sa construction au début du vingtième siècle.
Aujourd’hui, le parc est un lieu public agréable où différents paysages cohabitent, du bois au jardin Français, en passant par les paysages à l’anglaise, loin du centre de Bruxelles mais directement connecté à celui-ci grâce à la ligne de Tramway 44 existante depuis l’exposition internationale de 1897.